# Lundby og Sværdborg Mose
Lundby og Sværdborg Mose er et moseområde på Sydsjælland, der er særligt berømt for de talrige bopladser fra stenalderen som findes der. Den overvejende del stammer fra Maglemosekultur (Jægerstenalder ca. 9.000 f.Kr. – ca. 6.400 f.Kr.). Klassiske lokaliteter er bopladserne Lundby I-III og Sværdborgbopladsen.
På tidspunktet for bosættelserne fandtes vildt som urokser, elge og kronhjorte. Hundredvis af harpuner fra mosen viser, at der også blev fanget fisk, formodentlig gedder.
Et helt nyt fund kaldes Lundby Mose. Omkring årtusindskiftet udgravede Museerne Vordingborg her talrige knogler fra elge. Elgene er dateret til ca. 9.300 f. kr. Elgknoglerne har masser af snitmærker fra da kødet blev skåret af og næsten alle er marvspaltede. Elgknoglerne er med stor sandsynlighed ofrede og kastet ud i søen.[kilde mangler]